# Стагурская, Зинаида Владимировна
Зинаида Владимировна Стагурская (бел. Зінаіда Уладзіміраўна Стагурская; 9 февраля 1971 — 25 июня 2009) — советская и белорусская велогонщица, чемпионка мира (2000), заслуженный мастер спорта (2002).

## Спортивная биография
Зинаида Стагурская начинала занятия велоспортом под руководством тренера Владимира Печорина. В 1989 году включена в состав кандидатов в сборную Белоруссии. Чемпионка IX летних всесоюзных игр по шоссейному велоспорту (групповая гонка) и серебряной медалисткой по велоспорту на шоссе в многодневной гонке. В 1992 году в составе сборной СНГ заняла 16-е место в групповой шоссейной гонке на Олимпийских играх в Барселоне, а в 1996 году в составе сборной Белоруссии — 14-е место. В 1993 году завоевала первые места в групповой гонке, в гонке-критериуме и второе место в парной гонке (вместе с Натальей Паршевой) на республиканских соревнованиях по велосипедному спорту на призы Николая Мальца. С 1997 года выступала за итальянские профессиональные велоклубы, проживала в Италии. В 1997 году на чемпионате мира по шоссейным велогонкам в Сан-Себастьяне заняла 9-е место в гонке на время.
На Олимпийские игры 2000 года Стагурская не попала, но вскоре после их завершения, 14 октября во французском Плуэ в эффектном стиле выиграла титул чемпионки мира в групповой гонке. Итоговое преимущество Стагурской над ближайшей преследовательницей составило 1 минуту 27 секунд.
В 2001 году выиграла «Джиро д’Италия», но получила дисквалификацию на 4 месяца, поскольку в пищевых добавках, которые употребляла спортсменка, было обнаружено вещество, маскирующее допинг.
В 2002 году Зинаида Стагурская начала сотрудничать с бывшим итальянским велогонщиком Антонио Фонелли, заняла 2-е место на «Джиро д’Италия» и стала победителем супермногодневки «Гранд Букль феминин» — женского аналога «Тур де Франс». По итогам семи равнинных этапов «Гранд Букль феминин» витеблянка показывала второе время в общем зачёте, но после первого горного этапа вышла в лидеры и смогла сохранить жёлтую майку до конца соревнования, опередив в генеральной классификации шведку Сюзанн Юнгског на 33 секунды.
Зинаида Стагурская также является победительницей в генеральных классификациях Гран-при Прешова (1994), «Джиро делла Тоскана» (2000), «Джиро делла Трентино» (2001), Тура Лимузена (2005) и других международных стартов. В 2004 году в третий раз стала участницей Олимпийских игр, заняла 19-е место в индивидуальной гонке.
В 2005 году Зинаида Стагурская была дисквалифицирована на 2 года за применение запрещённых препаратов, в 2008-м снова вернулась в большой спорт.
25 июня 2009 года погибла в окрестностях Витебска на 93-м километре автодороги М8 во время тренировки перед стартующим через два дня национальным чемпионатом в Логойске. Зинаида ехала следом за машиной тренера Владимира Печорина и попала под колёса выехавшего на встречную полосу на скорости около 140 км/ч автомобиля, управляемого 42-летней жительницей Санкт-Петербурга. Впоследствии выяснилось, что водитель уснул за рулём. От полученных травм Зинаида Стагурская скончалась на месте.

Памятник на месте гибели Зинаиды Стагурской

### Статистика выступления наГранд-турах
| Гонка / Год          | 1993 | 1994 | 1995 | 1996 | 1997 | 1998 | 1999 | 2000 | 2001 | 2002 | 2003 | 2004 | 2005 |
| -------------------- | ---- | ---- | ---- | ---- | ---- | ---- | ---- | ---- | ---- | ---- | ---- | ---- | ---- |
| Гранд Букль феминин  | —    | —    | —    | —    | 20   | —    | —    | 19   | DNF  | 1    | —    | —    | —    |
| Тур де л'Од феминин  | 16   | 42   | —    | —    | —    | —    | —    | —    | —    | —    | —    | —    | —    |
| Джиро д’Италия Донне | —    | —    | —    | —    | 38   | 26   | 14   | 19   | 1    | 2    | 9    | 16   | 6    |

### Рейтинги
| Год               | 2001 |
| ----------------- | ---- |
| Мировой кубок UCI | 7-й  |
|                   |      |
| Источник: UCI     |      |

## Семья
В возрасте 16 лет Зинаида Стагурская родила дочь Светлану, а за полгода до гибели спортсменки на свет появилась её внучка Ника.